# آية بين رون
آية بين رون (بالعبرية: איה בן רון‏) هي فنانة إسرائيلية، ولدت في 1967.

## وصلات خارجية
- الموقع الرسمي